# Зуєв Андрій Євгенович
Андрій Євгенович Зуєв (нар. 10 жовтня 1973) — радянський, український та російський футболіст, захисник.

## Життєпис
З 1992 по 1993 рік грав за команду «Металург» в турнірі ААФУ, у 25 матчах відзначився 1 голом. У другій половині 1993 року виступав у складі павлоградського «Космосу», провів 20 поєдинків. З 1994 по 1996 рік захищав кольори сєверодонецького «Хіміка», зіграв за цей час 64 матчі у першості та 4 поєдинки у Кубку. У 1997 році в складі «Кривбасу» дебютував у Вищій лізі України, де провів 5 поєдинків.
Сезон 1998 року провів у красноярському «Металурзі», за який провів 14 матчів. У 1999 році перебував у заявці тульського «Арсеналу», після чого влітку того ж року поповнив ряди «Кубані», де й дограв сезон, зіграв 18 матчів. За «Кубань» виступав до кінця 2002 року, всього провів за цей час 88 поєдинків та відзначився 3 голами в першості, ще 7 матчів зіграв у Кубку Росії.
На початку 2003 року був на перегляді у петербурзькому «Динамо», проте команді з північної столиці Росії не підійшов. Після цього повернувся до України, де виступав за аматорські колективи ПК «Дніпровський» (Нікополь), «Юлія» (Першотравенськ) та ДВРС (Дніпропетровськ). Футбольну кар'єру завершив 2008 року у футболці дніпропетровської «Індустрії».